# Anadia mcdiarmidi
Anadia mcdiarmidi là một loài thằn lằn trong họ Gymnophthalmidae. Loài này được Kok & Rivas mô tả khoa học đầu tiên năm 2011.